# Enrico I del Portogallo
Enrico I del Portogallo (in portoghese Henrique I de Portugal) (Lisbona, 31 gennaio 1512 – Almeirim, 31 gennaio 1580) fu il diciassettesimo re del Portogallo e dell'Algarve, regnando dal 1578 alla sua morte.
Avviato alla carriera ecclesiastica, divenne re inaspettatamente e in tarda età: fu anche noto come il Cardinale-Re e il Casto, dato che la sua funzione di ecclesiastico gli impedì di contrarre matrimonio per dare al regno una discendenza legittima.

## Biografia

### Infanzia
Enrico era figlio del re Manuele I del Portogallo (1469-1521) e della sua seconda moglie Maria d'Aragona (1482-1517). Suoi nonni materni furono i "re cattolici" Ferdinando II di Aragona e Isabella di Castiglia; fu fratello minore del re Giovanni III del Portogallo.

### Carriera ecclesiastica
Enrico prese gli ordini sacri, non sapendo che un giorno sarebbe arrivato al trono. Egli aveva l'intenzione di aumentare l'influenza del Portogallo all'interno della Chiesa cattolica, all'epoca dominata dalla Spagna. Avanzò rapidamente nella gerarchia ecclesiastica e fu, successivamente, arcivescovo di Braga, primo arcivescovo di Évora, arcivescovo di Lisbona, grande inquisitore generale e infine cardinale.
Si impegnò a introdurre in Portogallo la neo-fondata Compagnia di Gesù, utilizzando i loro servigi nell'impero coloniale. Nel 1557, mentre era arcivescovo della città, a Évora dispose la costruzione della chiesa di Sant'Antonio, e nel 1559 la creazione del collegio dello Spirito Santo (l'attuale Università di Évora).
Uomo di grande cultura, cardinale per 35 anni e uomo di fiducia di diversi papi del tempo, lavorò per la grandezza della Chiesa e di Roma, favorendo il mecenatismo vaticano e le opere nuove. Insieme ai pontefici del tempo accordò protezione a dotti e letterati, fece costruire e restaurare cappelle, chiese e grandi monumenti romani. Sostenne in prima persona la realizzazione del Giudizio Universale di Michelangelo Buonarroti davanti al papa Paolo III.

### Ascesa al trono
Nel 1557 morì suo fratello, il re Giovanni III, al quale succedette il nipote Sebastiano I del Portogallo (1554-1578), figlio dell'erede al trono Giovanni (morto prematuramente nel 1554) e dell'infanta di Spagna Giovanna d'Asburgo. Enrico esercitò la reggenza per il pronipote dal 1557 al 1568.
Succedette come re nel 1578, dopo la disastrosa battaglia di Alcazarquivir. Dopo avere ricevuto la conferma della morte del nipote nel monastero di Alcobaça, rinunciò alle sue funzioni ecclesiastiche al fine di potere contrarre un matrimonio e dare seguito alla dinastia d'Aviz, ma papa Gregorio XIII, alleato degli Asburgo, non lo liberò dai suoi voti.
Fu acclamato re, senza particolari festeggiamenti, nella chiesa di tutti i Santi del Rossio. Dovette subito occuparsi del recupero dei prigionieri rimasti in Marocco.

### Morte

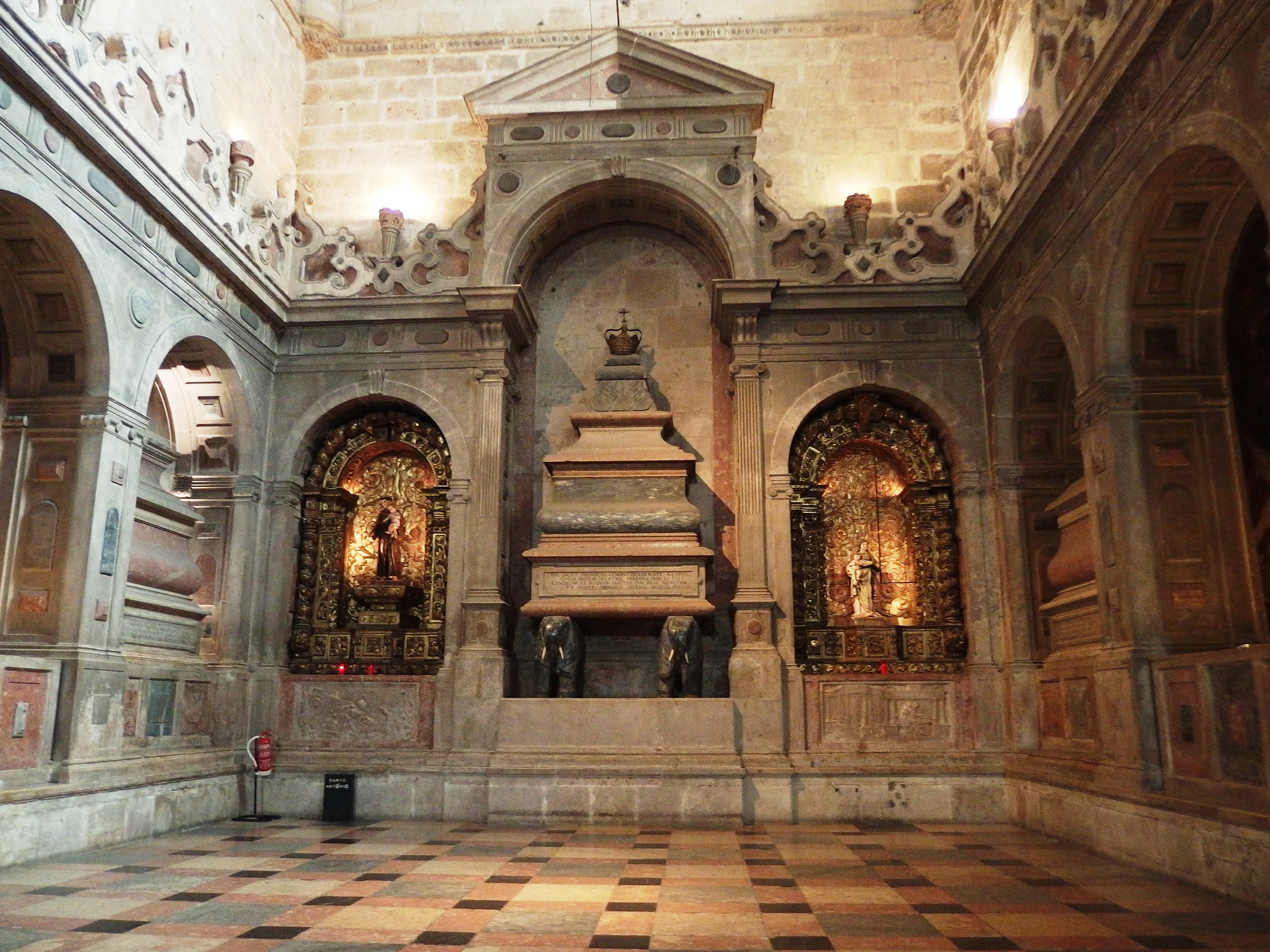
La tomba di Enrico del Portogallo nel Monastero dos Jerónimos, Lisbona

Enrico morì il 31 gennaio 1580, giorno del suo 68º compleanno, e una giunta di cinque governatori costituì il Consiglio di Reggenza, con il compito di trovare un successore. Non essendoci eredi diretti nacque una disputa, della quale ebbe la meglio Filippo II di Spagna, del Casato degli Asburgo, che inviò il duca d'Alba a impossessarsi del regno di Portogallo con la forza. Lisbona capitolò rapidamente ed egli fu eletto re di Portogallo e dell'Algarve con il nome di Filippo I e con la condizione che né il regno e né le colonie potessero un giorno trasformarsi in province spagnole.

## Ascendenza
|                          |                       |                          | Genitori                            |  |  | Nonni |  |  | Bisnonni                 |  |  | Trisnonni                 |  |
|                          |                       |                          |                                     |  |  |       |  |  | Edoardo I del Portogallo |  |  | Giovanni I del Portogallo |  |
|                          |                       |                          |                                     |  |  |       |  |  | Edoardo I del Portogallo |  |  | Giovanni I del Portogallo |  |
|                          |                       | Filippa di Lancaster     |                                     |  |  |       |  |  | Edoardo I del Portogallo |  |  |                           |  |
| Ferdinando d'Aviz        |                       |                          |                                     |  |  |       |  |  | Edoardo I del Portogallo |  |  |                           |  |
|                          |                       | Eleonora di Trastamara   | Ferdinando I d'Aragona              |  |  |       |  |  |                          |  |  |                           |  |
|                          |                       | Eleonora di Trastamara   | Ferdinando I d'Aragona              |  |  |       |  |  |                          |  |  |                           |  |
|                          |                       | Eleonora di Trastamara   | Eleonora d'Alburquerque             |  |  |       |  |  |                          |  |  |                           |  |
| Manuele I del Portogallo |                       | Eleonora di Trastamara   |                                     |  |  |       |  |  |                          |  |  |                           |  |
|                          |                       | Giovanni d'Aviz          | Giovanni I del Portogallo           |  |  |       |  |  |                          |  |  |                           |  |
|                          |                       | Giovanni d'Aviz          | Giovanni I del Portogallo           |  |  |       |  |  |                          |  |  |                           |  |
|                          |                       | Giovanni d'Aviz          | Filippa di Lancaster                |  |  |       |  |  |                          |  |  |                           |  |
| Beatrice d'Aviz          |                       | Giovanni d'Aviz          |                                     |  |  |       |  |  |                          |  |  |                           |  |
|                          |                       | Isabella di Braganza     | Alfonso I di Braganza               |  |  |       |  |  |                          |  |  |                           |  |
|                          |                       | Isabella di Braganza     | Alfonso I di Braganza               |  |  |       |  |  |                          |  |  |                           |  |
|                          |                       | Isabella di Braganza     | Beatrix Pereira de Alvim            |  |  |       |  |  |                          |  |  |                           |  |
| Enrico I del Portogallo  |                       | Isabella di Braganza     |                                     |  |  |       |  |  |                          |  |  |                           |  |
|                          | Giovanni II d'Aragona | Ferdinando I d'Aragona   |                                     |  |  |       |  |  |                          |  |  |                           |  |
|                          | Giovanni II d'Aragona | Ferdinando I d'Aragona   |                                     |  |  |       |  |  |                          |  |  |                           |  |
|                          | Giovanni II d'Aragona | Eleonora d'Alburquerque  |                                     |  |  |       |  |  |                          |  |  |                           |  |
| Ferdinando II d'Aragona  | Giovanni II d'Aragona |                          |                                     |  |  |       |  |  |                          |  |  |                           |  |
|                          |                       | Giovanna Enríquez        | Federico Enríquez                   |  |  |       |  |  |                          |  |  |                           |  |
|                          |                       | Giovanna Enríquez        | Federico Enríquez                   |  |  |       |  |  |                          |  |  |                           |  |
|                          |                       | Giovanna Enríquez        | Marina Fernández di Cordoba e Ayala |  |  |       |  |  |                          |  |  |                           |  |
| Maria di Trastámara      |                       | Giovanna Enríquez        |                                     |  |  |       |  |  |                          |  |  |                           |  |
|                          |                       | Giovanni II di Castiglia | Enrico III di Castiglia             |  |  |       |  |  |                          |  |  |                           |  |
|                          |                       | Giovanni II di Castiglia | Enrico III di Castiglia             |  |  |       |  |  |                          |  |  |                           |  |
|                          |                       | Giovanni II di Castiglia | Caterina di Lancaster               |  |  |       |  |  |                          |  |  |                           |  |
| Isabella di Castiglia    |                       | Giovanni II di Castiglia |                                     |  |  |       |  |  |                          |  |  |                           |  |
|                          |                       | Isabella d'Aviz          | Giovanni d'Aviz                     |  |  |       |  |  |                          |  |  |                           |  |
|                          |                       | Isabella d'Aviz          | Giovanni d'Aviz                     |  |  |       |  |  |                          |  |  |                           |  |
|                          |                       | Isabella d'Aviz          | Isabella di Braganza                |  |  |       |  |  |                          |  |  |                           |  |
|                          |                       | Isabella d'Aviz          |                                     |  |  |       |  |  |                          |  |  |                           |  |

## Conclavi
Durante il suo cardinalato ebbero luogo sei conclavi, solo a tre dei quali egli partecipò:
- Conclave del 1549-1550, che elesse il papa Giulio III
- Conclave dell'aprile 1555, che elesse il papa Marcello II
- Conclave del maggio 1555, che elesse il papa Paolo IV

mentre non prese parte ai:
- Conclave del 1559, che elesse il papa Pio IV
- Conclave del 1565-1566, che elesse il papa Pio V
- Conclave del 1572, che elesse il papa Gregorio XIII

## Genealogia episcopale
La genealogia episcopale è:
- Cardinale Alfonso del Portogallo
- Cardinale Enrico I del Portogallo